# スタディオ・カルロ・カステラーニ
スタディオ・カルロ・カステラーニ（Stadio Carlo Castellani）は、イタリア・トスカーナ州エンポリにある多目的スタジアム。主にサッカーの試合に使用されており、エンポリFCがホームスタジアムとしている。

## 概要
スタジアムの名称となっているカルロ・カステラーニは、1920年代～30年代にかけてエンポリFCでプレーした名選手。